# Janusz Kamiński
Janusz Zygmunt Kamiński (* 27. června 1959) je polský filmový režisér a kameraman. Od roku 1993 je jeho jméno spojeno s americkým režisérem Stevenem Spielbergem. V roce 1981 emigroval do USA a vystudoval zde filmovou školu. Působil jako kameraman při natáčení mnoha úspěšných filmů (Schindlerův seznam, Ztracený svět: Jurský park, Zachraňte vojína Ryana ad.).